# موتا دي كويرفو
بلدية موتا دي كويرفو (بالإسبانية: Mota del Cuervo)‏، هي إحدى بلديات مقاطعة قونكة إحدى مقاطعات إسبانيا، و التي تقع في منطقة قشتالة لا منتشا وسط البلاد, و المائلة لجهة الشرق من إسبانيا.
يبلغ عدد سكانها 6.188 نسمة وفقاً لإحصائية سنة (2007).